# نحو (منطق)

این نمودار جوهرهای نحوی که ممکن است از زبان‌های صوری ساخته شوند را نشان می‌دهد. نمادها و رشته‌های نمادها ممکن است به‌طور کلی به فرمول‌های مهمل و خوش‌فرم تقسیم شوند. یک زبان رسمی همانند مجموعه فرمول‌های خوش فرم آن است. مجموعه فرمول‌های خوش‌فرم ممکن است به‌طور کلی به قضایا و غیر قضایا تقسیم شود.

نحو در علم منطق، (به انگلیسی: Syntax) هر چیزی مرتبط با زبان‌های صوری یا سیستم‌های صوری است بدون توجه به تفسیر یا معنایی که به آن‌ها داده می‌شود. نحو با قوانینی مورد استفاده برای ساختن یا تغییر نمادها و واژه‌های یک زبان سر کار دارد، برعکس معناشناسی یک زبان که با معنای آن سر کار دارد.
نمادها، فرمول‌ها، سیستم‌ها، قضایا، اثبات‌ها و تفسیرهای بیان‌شده به زبان‌های صوری، جوهرهای نحوی هستند که خصوصیات آن‌ها ممکن است بدون در نظر گرفتن هر گونه معنایی که ممکن است به آن‌ها داده شود مورد مطالعه قرار گیرند و در واقع نیازی نیست که به آن‌ها داده شود.
نحو معمولاً با قواعد (یا گرامر) حاکم بر ترکیب متون به یک زبان صوری که فرمول‌های خوش‌فرم یک سیستم صوری را تشکیل می‌دهند مرتبط است.
در علم کامپیوتر، اصطلاح نحو به قوانینی حاکم بر ترکیب عبارات خوش فرم در یک زبان برنامه‌نویسی اشاره دارد. مانند منطق ریاضی، مستقل از معناشناسی و تفسیر است.
- نماد (صوری)
- قانون صورت‌بندی
- دستور زبان صوری
- نحو (زبانشناسی)
- نحو (زبان‌های برنامه‌نویسی)
- منطق ریاضی
- فرمول خوش فرم